# Alami Zbadi
Pour les articles homonymes, voir Fouad Zbadi.
Alami Zbadi (en arabe : عالمي الزبادي), né en 1951, est un haut-fonctionnaire marocain. Il est issu d'une grande famille de Meknès, au Maroc.

## Parcours
Alami Zbadi est licencié en sciences juridiques. Civiliste (service civil) puis administrateur adjoint au ministère de l'Intérieur, en 1975, il a été affecté en tant que caïd au secrétariat général de la province de Safi, puis nommé caïd chef de cabinet du gouverneur de la province d'El Jadida, en 1977.
En 1978, il a exercé en qualité de chef de cercle à la province d'El Jadida, chef du cercle d’Azemmour, province d'El Jadida (1979), chef du cercle de Ben Ahmed à la province de Settat (1979), chef du cercle de Settat (1982) et chef de cercle à l’Administration centrale (1986).
De 1986 à 1989, il est attaché auprès de l'ambassade du Maroc en Libye à Tripoli.
De 1989 à 1992, il est chargé de mission au consulat du Maroc à Nouadhibou (Mauritanie).
En 1992, il est promu au grade de secrétaire général de la préfecture de Sidi Bernoussi-Zenata.
En 1993, il est nommé gouverneur de la province de Figuig, puis en 1998, gouverneur de la province de Ouarzazate.
En 1999, Alami Zbadi est nommé gouverneur de la préfecture d'arrondissement de Hay Hassani - Aïn Chock, puis en 2003, gouverneur de la préfecture de Hay Hassani,,.
Il est nommé gouverneur de la province d'El Hajeb en 2004.
En collaboration avec le tissu associatif local et les acteurs locaux, il contribue au lancement du festival de la poésie amazigh Inchaden. Plusieurs projets artistiques ont pu voir le jour comme par exemple ce « projet artistique unique sur le sujet de l’immigration, des voyages, des itinéraires entre deux territoires, les Landes de Gascogne et la province d’El Hajeb  au Maroc ».
Sa participation au 54e du congrès des Sister Cities International, à Kansas City aux États-Unis, a abouti au jumelage de la ville d'El Hajeb à la ville de Council Bluffs (Iowa, États-Unis).
En 2009, il est nommé gouverneur de la préfecture de Salé,, puis promu au grade de gouverneur principal en 2008. 
Depuis 2012, Alami Zbadi occupe le poste de gouverneur principal attaché à l'Administration centrale du ministère de l'Intérieur.

## Distinctions
- Décoré du Ouissam de l’Ordre du Trône  au grade de chevalier par le roi Hassan II en 1999[1].
- Officier du Ouissam de l’Ordre du Trône par le roi Mohamed VI en 2008[1].